# Боснійське повстання (1831)
Боснійське повстання, Велике Боснійське повстання — повстання населення Боснії проти панування Османської імперії.

## Причини повстання
У кінці 1820-х років султан Махмуд II проводив ряд реформ, які вели до подальшого розширення централізованого управління в армії, введення нових податків і більшої бюрократизації. Ці реформи принизили особливий статус і привілеї, які Боснія історично мала в складі Османської імперії, і разом зі зростаючою вагою та становищем інших народів європейської частини Османської імперії викликали багато невдоволення. Однак, всупереч широко поширеній думку, спочатку Градашчевич не був налаштований проти цих реформ.
1826 року, коли султан видав указ, що скасовує яничарів у Боснії, реакція Градашчевича мало чим відрізнялася від реакції іншої частини боснійської знаті. Градашчевич пригрозив, що він використає війська, щоб приборкати будь-кого, хто виступить проти сараєвських яничарів. Коли яничари вбили сеїда Нурудина ефенді Шерифовича, погляди Хусейна різко змінилися.
До кінця 1820-х років Градашчевич підтримував хороші стосунки з представниками імперської влади в Боснії. Коли Абдурахим-паша став візиром у 1827 році, Градашчевич став одним із найбільш довірених радників. Це співробітництво досягло найвищої точки під час Російсько-турецької війни, коли Градашчевич відіграв велику роль під час мобілізації в Боснії. Після бунту в Сараєвському таборі під час цих приготувань Хусейн навіть дав у Градачаці притулок для вигнаного Абдурахима-паші перш, ніж допомогти йому в його втечі з країни. Градашчевич був також лояльний до наступника Абдурахима, Намика-паші, зміцнюючи османські гарнізони в Шабаці за його наказами.
Поворотним моментом для Хусейна стало закінчення Російсько-турецької війни і укладення Адріанопольського миру 14 вересня 1829 р. Згідно з умовами миру, Османська імперія повинна була надати автономію Сербії. Цей мир не влаштував босняків і викликав численні протести, оскільки автономна Сербія отримувала шість районів, які традиційно входили до складу Боснії. Після цього земельного переділу зародився боснійський рух за автономію.
Між 20 грудня та 31 грудня 1830 року Градашчевич зібрав боснійську знать у Градачаці. Через місяць, із 20 січня до 5 лютого, інші збори було проведено в Тузлі, щоб підготувати повстання. Звідти зроблено заклик боснійським народним масам виступити для захисту Боснії. Популярний капітан Хусейн був неофіційно обраний головою руху. Інші деталі цього зібрання є темними і спірними. Згідно з деякими сучасними джерелами, босняки зажадали від османських властей:
- скасування привілеїв, наданих Сербії, і зокрема повернення шістьох старих боснійських районів;
- припинення військових реформ;
- припинення прямого управління Боснією і створення автономного боснійського уряду на чолі з місцевим лідером. У свою чергу, Боснія зобов'язувалася платити щорічну данину.

## Війна за автономію

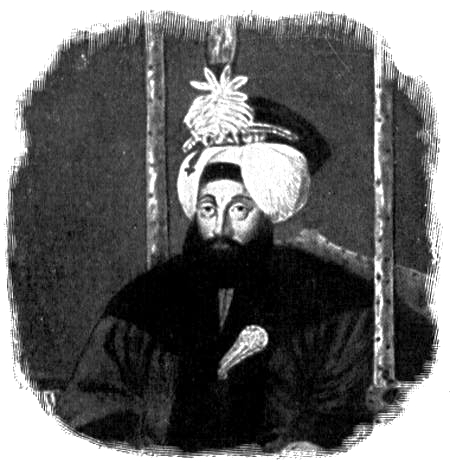
Махмуд II

Боснійська знать, що зібралась у Тузлі, ухвалила рішення провести наступне зібрання в Травнику. Оскільки Травник був столицею османської провінції Боснії і резиденцією візира, боснійська знать ішла на пряму конфронтацію з османською владою. Тому Градашчевич закликав усіх учасників допомогти заздалегідь зібрати армію. 29 березня 1831 р. Градашчевич приводить у Травник близько 4 000 осіб.
Дізнавшись про наближення повстанців, Намік-паша, сховався в замку Травника і прикликав на допомогу братів Сулейманпашичів. Коли армія бунтівника прибула в Травник, вони зробили кілька попереджувальних пострілів у бік замку, показуючи візирові, що вони готові до військового зіткнення. Тим часом Градашчевич послав частину своїх сил під командою Мемиш-аги зі Сребрениці, щоб зустріти сили Сулейманпашичів. Дві армії зустрілися в передмістях Травника 7 квітня 1831 р. Там Мемиш-ага розгромив братів Сулейманпашичів і їхню армію у 2 000 чоловік, змусивши їх відступити. 21 травня після нетривалої облоги Намік-паша втік до Столаця. Незабаром Хусейн Градашчевич оголосив себе обраним главою Боснії.
Не витрачаючи даремно часу, Градашчевич 31 травня закликав всю боснійську знать негайно приєднатися до його армії разом із широкими народними масами. Тисячі людей відгукнулися на цей заклик, серед них було багато християн, які становили до однієї третини його військ. Градашчевич поділяє свою армію на дві частини, залишаючи одну частину у Зворнику, щоб відбити можливе сербське вторгнення. З великою ж частиною військ він мав намір йти до Косова на зустріч великому візирові, якого послали з великою армією, щоб придушити повстання. По дорозі він взяв місто Печ з 52-тисячною армією і продовжив шлях до Приштини, де влаштував свій головний табір.

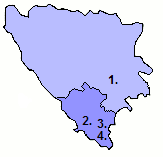
На карті сучасної Боснії і Герцеговини. 1. Сараєво, 2. Столаць, 3. Гацько, 4. Требинє. Герцеговину затемнено.

Битва з військом Великого візира Мехмед Рашид-паші сталася 18 липня близько Штимлье. Хоча обидві армії мали приблизно рівну чисельність, у військ Великого Візира було перевагу в зброю. Градашчевич послав частину своєї армії під командуванням Алі-бігу Фидахича вперед назустріч військам Рашида-паші. Після короткої перестрілки Фихадич зобразив відступ. Думаючи, що перемога майже в кишені, великий візир послав свою кінноту і артилерію у лісисту місцевість. Градашчевич негайно скористався цією тактичною помилкою і здійснив контратаку з більшою частиною своїх сил, майже повністю знищивши османські війська. Сам Рашид-паша був поранений і тільки дивом уникнув смерті.

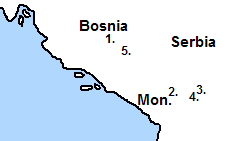
1. Травник, 2. Печ, 3. Приштина, 4. Штимлє. 5. Сараєво

Після обіцянок від великого візира, що султан задовольнить всі вимоги босняків, якщо армія заколотників повернеться в Боснію, Градашчевич і його армія повернула назад додому. 10 серпня 1831 р. зустріч всіх ключових діячів руху за автономію Боснії була проведена у Приштині. На цій зустрічі було вирішено, що Градашчевич повинен бути оголошений візиром Боснії. Хоча Градашчевич спочатку відмовився, його оточення наполягло на його кандидатурі, і він зрештою погодився. Його новий статус був офіційно узаконений під час Всебоснійського конгресу, проведеного в Сараєві 12 вересня. Перед Царевою мечеттю присутні на Корані заприсяглися бути вірними Хусейну Градашчевичу.
У цей момент Хусейн став не лише головним воєначальником, але і очолив цивільну владу в Боснії. Він заснував власний суд, і перемістив центр боснійської політики в Травник, зробивши це місто фактичною столицею бунтівної держави. У Травнику він заснував диван (боснійська рада), який разом з ним становив боснійський уряд. Градашчевич також стягував податки в цей час, і стратив деяких місцевих противників руху за автономію. Він отримав репутацію героя і сильного, хороброго, і рішучого правителя.
Під час затишшя у збройних зіткненнях з османськими військами увагу було зосереджено на сильній опозиції руху за автономію в Герцеговині. Маленька кампанія була розпочата проти області з трьох різних напрямів:
1. Військам з Сараєва наказали напасти на Столаць для заключної битви з Намік-пашою, який утік туди після взяття Градашчевичем Травника.
2. Війська з Босанської країни повинні були допомогти військам з Сараєва в цій справі.
3. Війська з Посавини і південного Подриння повинні були атакувати Гацько та місцевого капітана Ісмаїла-агу Ченгича.

Зважаючи на це, Намік-паша залишив Столаць, таким чином атака на місто була припинена. Атака на Гацько провалилася, так як війська з Посавини і південного Подриння були розгромлені військами Ченгича. Був, правда, і один успіх — у жовтні війська Градашчевича взяли Требинє і захопили деяких учасників столацької опозиції.

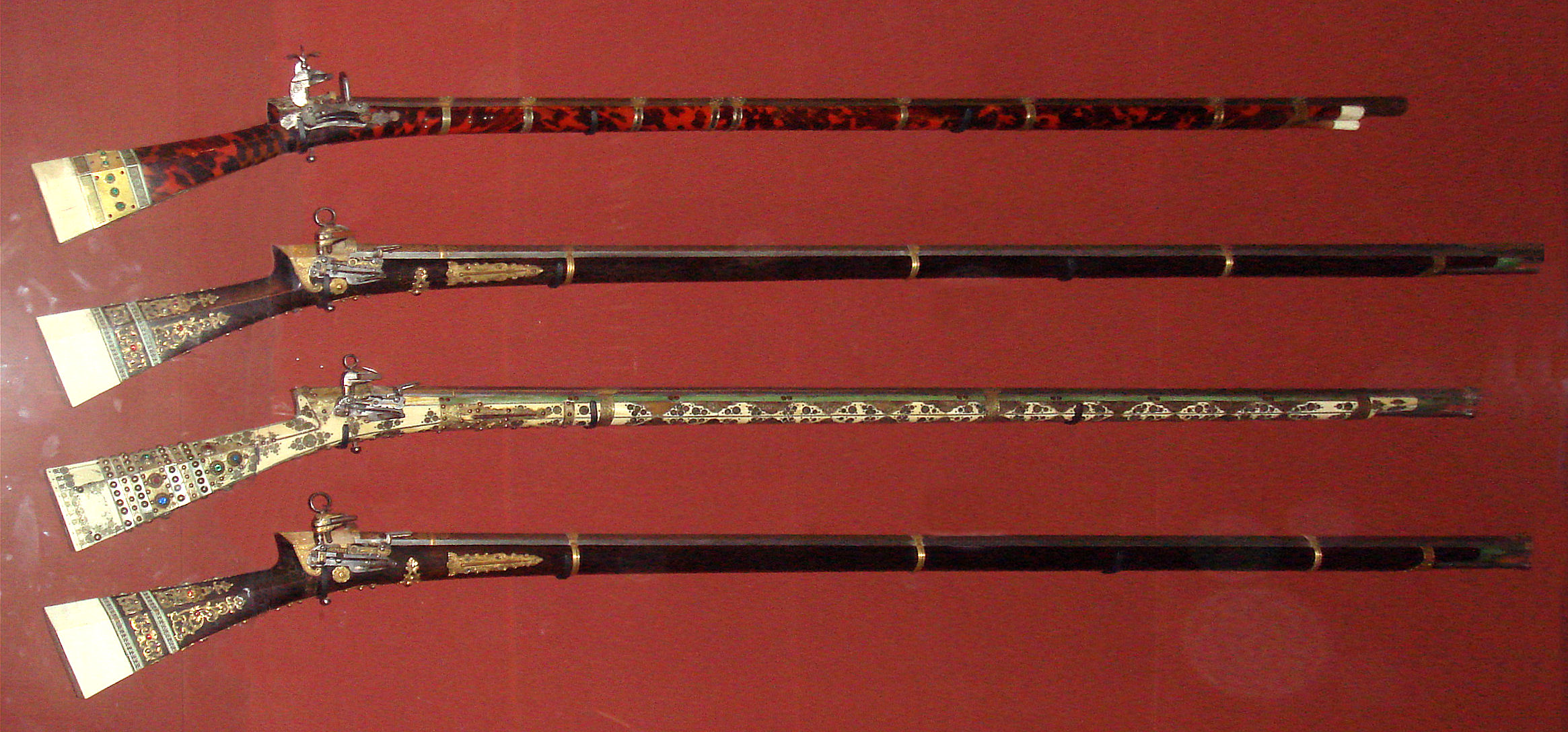
Турецька зброя 1750—1800 років, яку використовували яничари

Боснійська делегація досягла табору великого візира в Скоп'є в листопаді 1831 року. Великий Візир пообіцяв делегації, що він наполягатиме, щоб султан прийняв вимоги босняків і призначив Градашчевича візиром автономної Боснії. Справжні наміри великого візира, однак, виявилися на початку грудня, коли він напав на боснійські війська, розташовані у передмістях Нового Пазара. Війська заколотників, однак, знову розгромили османську армію. Але через дуже сувору зиму боснійські війська були змушені повернутися додому.
Тим часом у Боснії Градашчевич вирішив продовжити військову кампанію в Герцеговині, незважаючи на несприятливу погоду. Капітан Ливна Ібрагім-біг Фидрус наказав перейти в рішучий наступ проти місцевих капітанів і таким чином розгромити внутрішню опозицію руху за автономію. Щоб досягти цього, Фидрус спочатку напав на Любушки і місцевого капітана Сулейман-бега. Війська Фидруса розгромили Сулейман-бега і взяли під контроль майже всю Герцеговину крім Столаця. На жаль, частина армії, яка оточила сам Столаць, зазнала на початку березня 1832 р. невдачі. Отримавши інформацію, що боснійські загони були виснажені через зиму, капітан Столаця Алі-паша Ризванбегович зняв облогу, контратакував бунтівників, розпорошивши їхні сили. До Столаця були послані війська з Сараєва під орудою Муяги Златаря, але вони були відкликані назад Градашчевичем 16 березня 1832 р. після того, як той отримав новини про великий наступ на Боснію, запланований Великим візиром.

Прапор Боснії під час революції 1831—1832 років

Нова військова кампанія почалася на початку лютого 1832 р. Великий Візир послав дві армії: одну з Вучтрна і одну зі Шкодера. Обидві армії прямували до Сараєва, і Градашчевич послав військо приблизно в 10 000 чоловік, щоб зустріти їх. Коли війська візира перетнули Дрину, Градашчевич наказав, щоб 6 000 чоловік під командуванням Алі-паші Фидахича зустріли їх при Рогатиці, у той час як сили, розташовані в Вишеграді, повинні були розвернутися до Пале в передмістях Сараєва. Битва між військом бунтівників і армією великого візира відбулася на рівнинах Гласинаця на сході від Сараєва, близько Соколаця в кінці травня 1832 року. Боснійську армію безпосередньо очолював Градашчевич, у той час як османські війська очолював Кара Махмуд Хамді-паша, новий візир Боснії, призначений османською владою. У цьому першому зіткненні Градашчевич був змушений відступити до Пале. У Пале битва тривала, і Градашчевич знову був змушений відступити; цього разу до Сараєва. Там рада капітанів вирішила продовжити боротьбу.
Заключний бій відбувся 4 червня 1832 року в Ступі, маленькому містечку на дорозі між Сараєвом і Ілиджею. Після тривалого, інтенсивного бою здавалося, що Градашчевич знову переможе армію султана. Однак, кінець кінцем, герцеговинські загони під командуванням Алі-паші Ризванбеговича і Ісмаїл-аги Ченгича прорвали оборону військ Градашчевича на фланзі. Розбита несподіваним нападом, армія бунтівника була змушена відступити в Сараєво. Було вирішено, що подальший військовий опір марний. Градашчевич утік до Градачаця, оскільки османська армія увійшла в Сараєво 5 червня і готувалася йти на Травник. Розуміючи, яких труднощів можуть спізнати його сім'я та рідні, Хусейн Градашчевич вирішив покинути Градачаць і просуватися до австрійського кордону.

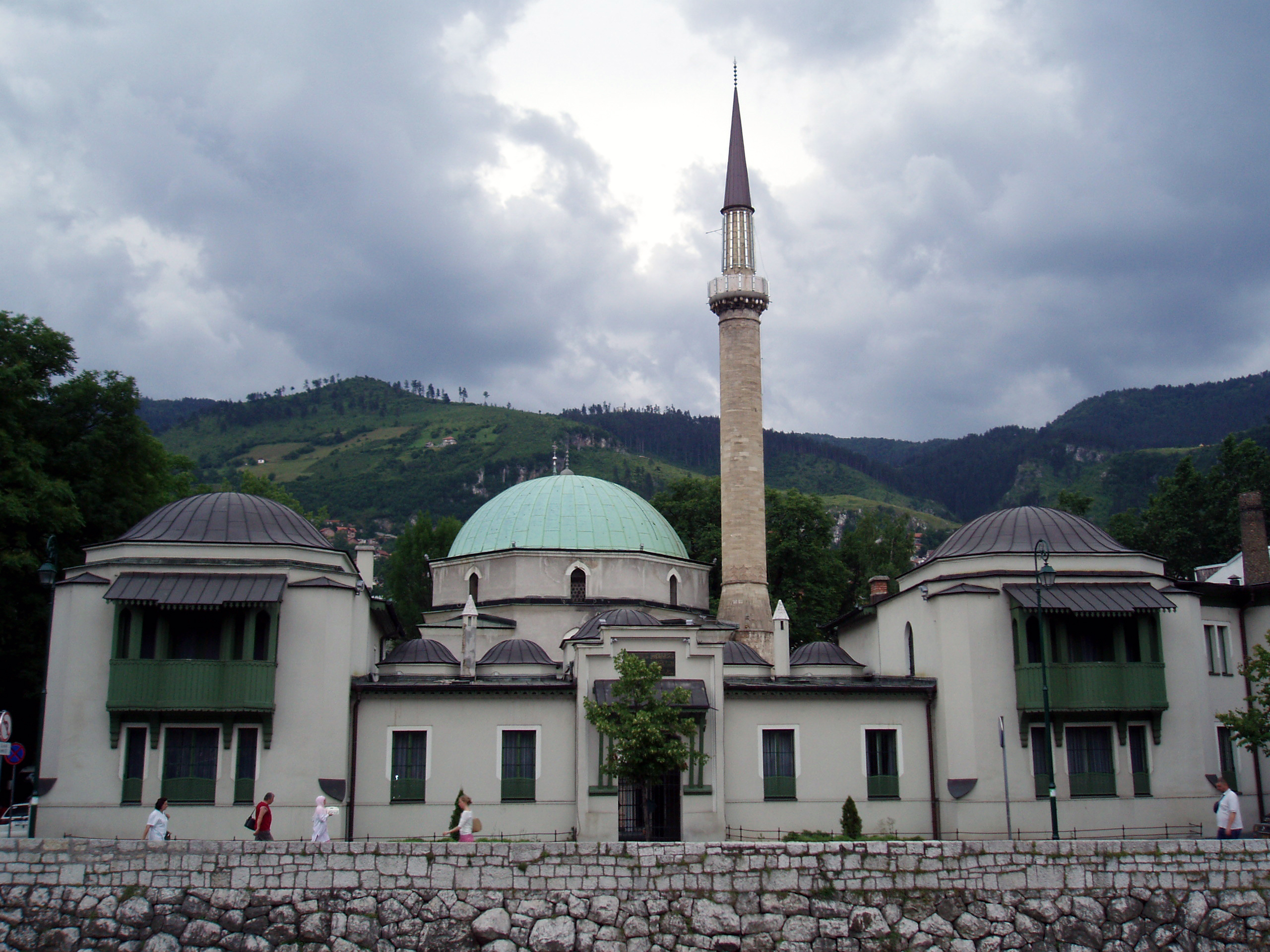
Мечеть Цар у Сараєві, де Градашчевича було оголошено візиром Боснії

## Вигнання і смерть
Фетва султана, що оголошувала Градашчевича бунтівником і злочинцем, остаточно переконала Хусейна в необхідності залишити Боснію. Від'їзд зайняв кілька днів. Після суперечок з австрійськими чиновниками Градашчевич з великою кількістю послідовників нарешті досяг межі біля річки Сави 16 червня 1832 року. У той же день Хусейн разом із приблизно 100 послідовниками, слугами, і родиною перетнув кордон і опинився на землях Австрійської імперії. Хоча він розглядався як боснійський візир, він тим не менш перебував під арештом у Славонському Броді протягом місяця.
Австрійці під тиском османських властей вирішили перемістити Градашчевича подалі від кордону. 4 липня 1832 року він був переміщений в Осієк, де він, по суті, жив в ув'язненні. Його спілкування з родиною та близькими були обмежені, і він неодноразово скаржився на це владі. Умови його утримання в кінцевому підсумку були поліпшені, і Градашчевич зміг покинути Осієк.. 

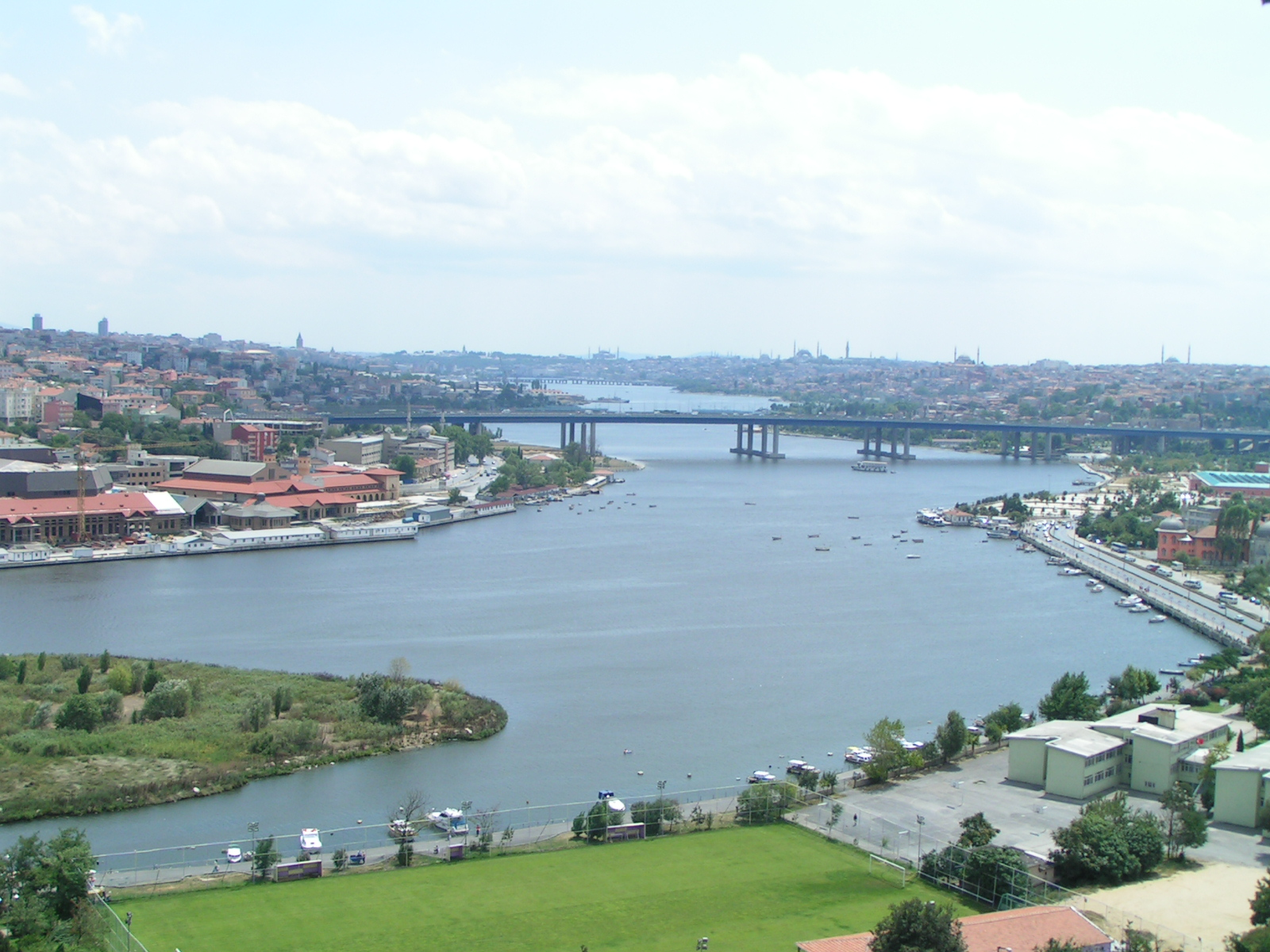
Вид на Золотий ріг із цвинтаря Еюп, де поховано Градашчевича

Наприкінці 1832 року Хусейн погодився повернутися в Османську імперію, щоб отримати від султана фірман про помилування. Умови повернення, зазначені йому в Земуні, були дуже суворі: Градашчевич був зобов'язаний не тільки не повертатися в Боснію, але і взагалі не з'являтися на європейській частині Османської імперії. Розчарований Градашчевич був змушений прийняти ці умови і поїхати в Белград. Він увійшов у місто 14 жовтня 1832 року як візир, в'їхавши верхи на коні, прикрашеному сріблом і золотом, та супроводжуваний великою процесією. Його вітали як героя мусульмани Белграда і розглядали нарівні з місцевим пашою. Градашчевич залишався в Белграді два місяці, протягом яких його здоров'я погіршилося. У грудні він попрямував з Белграда до Стамбула, але оскільки його дочка була все ще дуже мала, його дружина залишилася в Белграді, приєднавшись до нього навесні наступного року.
У Стамбулі Градашчевич жив у старих казармах яничарів на площі Султанахмет, у той час як його родина жила в окремому будинку поблизу. Він жив тихим життям протягом наступних двох років, єдиним яскравим моментом була пропозиція султана стати високопоставленим командиром нової армії. Градашчевич відхилив цю пропозицію. 17 серпня 1834 р. він помер і був похований у Стамбулі. За легендою, він був отруєний за наказом османських властей, але швидше за все причиною смерті була холера. Однак точних даних щодо цього немає.